# Babatunde Luqmon Adekunle
Babatunde Luqmon Adekunle, né le 10 octobre 1984 à Lagos (Nigeria), est un footballeur nigérian évoluant au poste de défenseur latéral droit dans le club suisse du Zug 94.

## Carrière
Badatunde fait ses débuts professionnels à 20 ans en première division serbe sous les couleurs du  FK Borac Čačak. La saison suivante, il est transféré au Vlazrimi Kičevo qui vient alors d'obtenir son accession en première division macédonienne. Après une saison, et une 8e place synonyme de maintien pour le club, Badatunde est transféré au FK Rabotnički Skopje (prestigieux club de la capitale macédonienne). Lors de sa première saison, le club termine à la seconde place du championnat de Macédoine avant de terminer champion la saison suivante. 
Lors de l'été 2008, il joue les éliminatoires de la Ligue des champions mais l'équipe ne passera pas le premier tour préliminaire avec un match nul 0-0 à l'aller et un autre 1-1 au retour. Au mois d'août, il est recruté par le club suisse du FC Lucerne avec lequel il signe un contrat de quatre ans et demi. En 2011, après deux saisons passées en première division suisse, il est prêté au SC Kriens avec lequel il joue en deuxième division.

## Palmarès
FK Rabotnički Skopje
- Championnat de Macédoine de football :
  - Champion : 2008
  - Vice-champion : 2007
- Coupe de Macédoine de football :
  - Vainqueur : 2008